# Каневка (Хмельницкая область)
Каневка (укр. Канівка) — село в Волочисском районе Хмельницкой области Украины.
Население по переписи 2001 года составляло 245 человек. Почтовый индекс — 31244. Телефонный код — 3845. Занимает площадь 0,45 км². Код КОАТУУ — 6820985903.

## Местный совет
31244, Хмельницкая обл., Волочисский р-н, с. Поляны